# El Hadi Fayçal Ouadah
El Hadi Fayçal Ouadah (sinh ngày 24 tháng 9 năm 1983 ở Blida, Algérie) là một cầu thủ bóng đá người Algérie hiện tại thi đấu ở vị trí thủ môn cho USM Annaba ở Algerian Championnat National.

## Sự nghiệp
- 2002–2003 USM Blida (Youth)
- 2003–2008 USM Blida
- 2008–2009 MC Saïda
- 2009–nay USM Annaba